# Charles Gleyre
Marc Gabriel Charles Gleyre (2. května 1806, Chevilly, kanton Vaud, Švýcarsko – 5. května 1874, Paříž, Francie) byl švýcarský malíř žijící ve Francii.

## Život
Jeho otec a matka zemřeli, když mu bylo osm nebo devět let a on byl vychován strýcem ve francouzském Lyonu. V dospělosti strávil čtyři roky v intenzivním uměleckým studiem v Paříži. Následující čtyři roky strávil v meditativní nečinnosti v Itálii, kde se seznámil s Horace Vernetem a Louis-Leopoldem Robertem. Poté šest let putoval po Řecku, Egyptě, Nubii a Sýrii. V Káhiře byl onemocněl zánětem oka. Při cestě do Libanonu ho zachvátila horečka. Vrátil se do Lyonu, kde se zotavoval. Svojí tvorbou se přibližoval Ingresovu klasicismu. V Salonu roku 1843 vystavoval obraz Poslední iluze. Více než svojí vlastní tvorbou se proslavil výukou mnoha významných malířů, kterými byli Jean-Léon Gérôme, Édouard Manet, Claude Monet či Auguste Renoir.

## Dílo

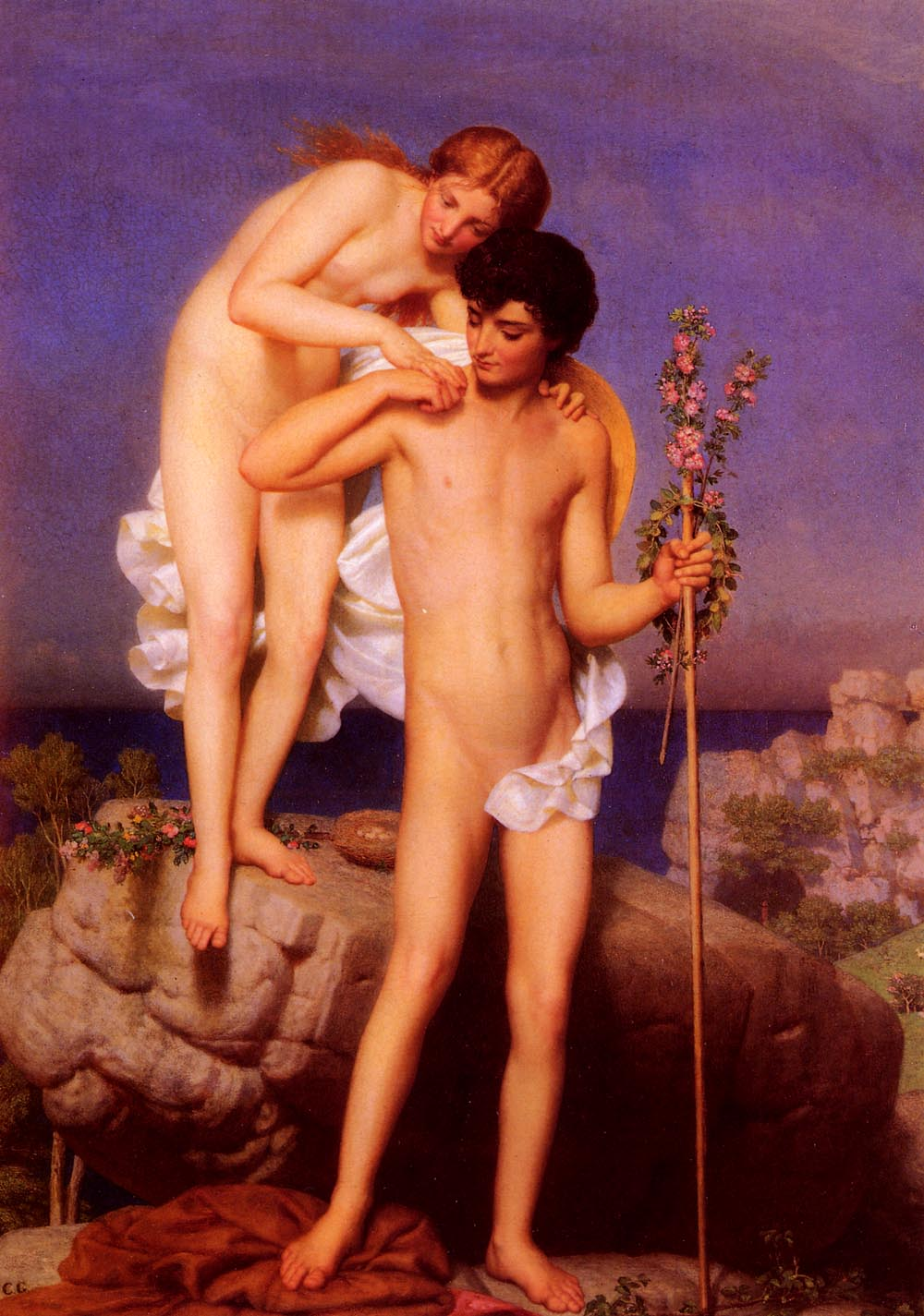
Dafnis a Chloe (1843)

- Trois Fellahs, 1835 [Musée cantonal des Beaux-Arts de Lausanne)
- Autoportrait, 1841 (Musée châteaux de Versailles)
- Le Soir ou Les Illusions perdues, 1843 (musée d'Orsay)
- La Séparation des apôtres, 1845 (Musée Girodet) Montargis
- Femme assise, de dos, levant la tête vers la gauche, dessin (musée du Louvre)
- La Danse des bacchantes, 1849 (Musée cantonal des Beaux-Arts, Lausanne)
- Hercule & Omphale, 1862 (Musée d'art et d'histoire, Neuchâtel)
- Les Romains passant sous le joug, 1858 (Musée cantonal des Beaux-Arts, Lausanne)
- Le Déluge, 1856 (Musée cantonal des Beaux-Arts, Lausanne)
- Sappho, 1867 (Musée cantonal des Beaux-Arts, Lausanne)
- Esquisse pour le Matin (le Paradis terrestre), 1869–74 (Musée cantonal des Beaux-Arts, Lausanne)
- Le Retour de l'Enfant prodigue, 1873, (Musée cantonal des Beaux-Arts, Lausanne)